# Tatiana de Rosnay
Tatiana de Rosnay (Neuilly-sur-Seine, 28 de septiembre de 1961) es una periodista, escritora y guionista francesa.

## Vida y carrera
Tatiana de Rosnay nació el 28 de septiembre de 1961 en los suburbios de París. Es de ascendencia inglesa, francesa y rusa.  Su padre es el científico francés Joël de Rosnay, su abuelo fue el pintor Gaëtan de Rosnay. La bisabuela paterna de Tatiana fue la actriz rusa Natalia Rachewskïa, directora del Teatro Leningrado Pushkin de 1925 a 1949.
La madre de Tatiana, Stella Jebb, es inglesa, hija del diplomático y exsecretario General de las Naciones Unidas, Gladwyn Jebb, y biz-nieta del ingeniero británico Isambard Kingdom Brunel. Tatiana es también la sobrina de historiador Hugh Thomas.  Tatiana vivió en París y en Boston, cuando su padre enseñaba en el MIT en los años 70. Se trasladó a Inglaterra a principios de los 80 y se graduó en literatura inglesa en la Universidad de Anglia del Este, en Norwich. A su regreso a París en 1984, trabajó como agente de prensa y posteriormente como periodista y crítica literaria para la revista de Psychologies.
Desde 1992, Rosnay ha publicado doce novelas en francés y tres en inglés. También ha trabajado en la serie Mis adorables sobrinos para la que ha escrito dos episodios junto con el guionista Pierre-Yves Lebert. 
En 2006 Rosnay publicó La llave de Sarah, su primera novela en inglés y su obra más popular. El libro ha sido traducido a 33 idiomas y se han vendido más de tres millones de copias en francés y casi dos millones en inglés. En 2009 Serge Joncour realizó la adaptación del libro a la película francesa La llave de Sarah, con Kristin Scott Thomas en el papel de Julia.
En enero de 2010, varias revistas francesas situaron a Rosnay en el número ocho del ranking de novelistas franceses. En enero de 2011, la revista Le Figaro publicó un ranking de los diez autores franceses más leídos, colocando a Tatiana de Rosnay en quinta posición.

## Obra

### Novelas publicadas en francés
- L’Appartement témoin, 1992
- Maries, peres de famille: Romans d'adulteres, 1995
- Le Dîner des ex: Roman, 1996
- Le Cœur d’une autre, 1998
- Le Voisin, 2000
- La Mémoire des Murs, 2003
- Spirales, 2004
- Elle s'appelait Sarah, 2007
- A Secret Kept (Boomerang), 2009
- Moka, 2009
- Rose, 2011
- The House I Loved, 2011. El tema principal de esta novela es del Barón Haussmann y la transformación de París durante el Segundo Imperio y las consecuencias para los habitantes de las áreas al ser reconstruidas.
- The Other Story, 2014

### Colección de historias cortas
- A Paris Affair, 2015

### Novelas publicadas en castellano
- La llave de Sarah, 2007
- Boomerang, 2010.
- La casa que amé, 2011.
- Tinta rusa,[2] 2014